# كراسنو ناد كيسوتسو
كراسنو ناد كيسوتسو (بالإنجليزية: Krásno nad Kysucou)‏ هي بلدة و municipality of Slovakia تقع في سلوفاكيا في Čadca District.[بحاجة لمصدر] يقدر عدد سكانها بـ 6,920 نسمة .

## أعلام
- زدينو شتربا
- لاديسلاف بيسكو